# Ле-Серне-Пекіньйо
Ле-Серне-Пекіньйо (фр. Le Cerneux-Péquignot) — громада в Швейцарії в кантоні Невшатель.

## Географія
Громада розташована на відстані близько 60 км на захід від Берна, 21 км на захід від Невшателя.
Ле-Серне-Пекіньйо має площу 15,7 км², з яких на 2,9 % дозволяється будівництво (житлове та будівництво доріг), 55 % використовуються в сільськогосподарських цілях, 40,5 % зайнято лісами, 1,6 % не є продуктивними (річки, льодовики або гори).

## Демографія
2019 року в громаді мешкало 312 осіб (-3,7 % порівняно з 2010 роком), іноземців було 5,1 %. Густота населення становила 20 осіб/км².
За віковим діапазоном населення розподілялося таким чином: 25,3 % — особи молодші 20 років, 57,7 % — особи у віці 20—64 років, 17 % — особи у віці 65 років та старші. Було 120 помешкань (у середньому 2,6 особи в помешканні).
Із загальної кількості 122 працюючих 58 було зайнятих в первинному секторі, 38 — в обробній промисловості, 26 — в галузі послуг.